# Британська міжнародна школа в Братиславі
Британська міжнародна школа в Братиславі (англ. The British International School Bratislava (BISB)) — одна із розташованих за межами Великої Британії британських міжнародних шкіл, які є членами публічної компанії Nord Anglia Education (укр. Північно-Англійська освіта), у віданні якої перебуває 42 міжнародні британські школи, розташовані у Європі, Азії, на Середньому Сході та у Америці. У школах цієї компанії загалом навчаються 37 000 учнів.
Школа також є членом Council of British International Schools (укр. Ради Британських міжнародних шкіл), до якої входить більше 270 Британських міжнародних шкіл, розташованих у 76 державах світу. За оцінками експертів «Gabbitas Education» BISB входить до числа 500 найкращих незалежних шкіл із британською освітньою програмою.

## Коротка історія
Школа була заснована у 1977 році публічною компанією Nord Anglia Education (укр. Північно-Англійська освіта) і є найбільшою та найстарішою у Братиславі міжнародною школою.
Від початку створення школа дотримується навчальних планів та освітніх програм, заснованих на національній навчальній програмі британських шкіл. Для визнання документів про здобуті учнями освітні рівні у Сполученому Королівстві Великої Британії та Ірландії школа пройшла процедури акредитації Радою Британських міжнародних шкіл та Cambridge International Examinations, що є частиною Департаменту «Cambridge Assessment» Кембриджського університету.
Для надання можливості учням здобувати вищу освіту у найкращих університетах світу школа запровадила освітню програму «IB World School» (укр. «Світової школи міжнародного бакалаврату») і 22 лютого 2007 року школа успішно пройшла процедуру акредитації власником та розробником цієї програми — некомерційним освітнім фондом «International Baccalaureate®».

## Опис
У школі навчаються учні та дошкільнята віком від 2 до 18 років. Школа розташовується в двох кампусах у північно-західному районі Братислави Дубравка поряд із національним заповідником «Девінска-Кобила» (словац. Devínska Kobyla):
1. Школа і садочок:
  - садочок — вул. Пекнікова 4;
  - школа — вул. Пекнікова 6;
2. Дитячі ясла — вул. Долинського 1.

Школа забезпечена:
- світлими і просторими ігровими та навчальними приміщеннями;
- 6-ма технічно оснащеними навчальними лабораторіями;
- бібліотеками для молодших та для старших учнів із доступом до електронних бібліотек;
- комп'ютерними класами із можливістю демонстрації фільмів, доступом до мережі Інтернет та до систем Moodle;[9][10]
- гімнастичною залою, двома критими спортивними майданчиками для зимового періоду та всепогодним спортивним майданчиком;
- шкільним стадіоном із футбольним полем зменшеного розміру із всепогодним покриттям та дренажем, з баскетбольними майданчиками та біговою доріжкою довжиною 200 м;
- полем із природним покриттям, що призначене для ігрових видів спорту та різноманітних масових заходів;
- ігрові майданчики для дошкільнят, обладнані ігровим обладнанням;
- танцювальну залу та актову залу багатоцільового призначення, яку застосовують і для театральних вистав;
- кухню.[11]

## Освітні програми
У школі учні здобувають Загальний міжнародний сертифікат середньої освіти (IGCSE), який можна порівняти із українським атестатом про базову середню освіту і є базою для здобуття диплому про повну загальну середню освіту. Завдяки акредитації Cambridge International Examinations, цей сертифікат визнається у Сполученому Королівстві Великої Британії та Ірландії. Із врахуванням акредитації Nord Anglia Education, сертифікат також визнається в Північній Америці та у ряді інших держав світу.
Після здобуття диплому IGCSE учні мають можливість продовжити навчання у випускних класах за програмою для здобуття диплома Міжнародного бакалаврату (англ. «IB Diploma Programme»), який можна порівняти із українським аттестатом зрілості. Дипломи міжнародного бакалаврату про повну загальну середню освіту (англ. The IB diploma) надають можливість здобувати вищу освіту та приймаються і визнаються більше, ніж 2 337 університетами у 90 державах світу. Кожен університет має власну політику до зарахування студентів, які здобули IB-диплом, наприклад: Оксфордський університет вимагає 38 балів із 45 можливих. Гарвардський університет, окрім високих балів, вимагає результати стандартизованого тестування SAT, у той час, як Університет Окленда  — лише 29 балів.
Освітні програми і школа акредитовані також і Міністерством освіти Словацької Республіки.

## Мовні програми
Основною мовою, якою викладають практично усі предмети, є англійська. Практично усі викладачі є носіями мови.
Окрім цього, учнів залучають і до вивчення їх рідних мов. Значна кількість учнів вивчає словацьку. Школа також надає можливість вивчати вже звичні для міжнародних шкіл мови — французьку, іспанську, німецьку, китайську та корейську. Разом із тим, учні мають можливість вивчати такі слов'янські мови, як російська та болгарська.
Особливістю школи є те, що учні також мають змогу вивчати і українську як у обсязі необов'язкового курсу, так і з можливістю складання іспитів за вимогами програми «IB Diploma Programme» на рівні «UKRAINI A LIT».